# Лолита
„Лолита“ (на английски: Lolita) е роман от Владимир Набоков. Романът е написан на английски и публикуван за пръв път през 1955 в Париж, а след това е преведен от автора на руски и публикуван през 1958 в Ню Йорк. Творбата бързо придобива световна известност заради иновативния си стил и лоша слава заради сюжета си: разказвачът и протагонист Хумберт Хумберт започва да изпитва сексуални влечения към 12-годишната Долорес Хейз (едно от галените имена на която е „Лолита“).
След публикуването си „Лолита“ става един от най-известните и спорни примери от литературата на 20 век. Терминът „Лолита“ навлиза в масовата култура като описание на преждевременно сексуално развито младо момиче. Романът е адаптиран два пъти във филми – през 1962 от Стенли Кубрик с Джеймс Мейсън в ролята на Хумберт и Сю Лион в ролята на Лолита и през 1997 от Адриан Лайн, в ролите – Джереми Айрънс и Доминик Суейн.
Списание Time включва романа в класацията си „100 най-добри романи на английски от 1923 до 2005“. 

## Сюжет
Внимание:  Текстът по-долу разкрива сюжета на произведението (или части от него)!
„Лолита“ се разказва от Хумберт Хумберт, литератор роден през 1910 година в Париж, чиито мисли са обзети от „нимфетки“, както той нарича сексуално привлекателните момичета на възраст между девет и четиринадесет години. Тази мания по млади момичета се оказва, че е в резултат на неуспешен опит за връзка с детската си любов, Анабел Ли, преди преждевременната ѝ смърт от тиф. Малко преди началото на Втората световна война Хумберт напуска Париж и заминава за Ню Йорк. През 1947 година той се премества в Рамздейл, малък град в Нова Англия, за да пише. Къщата, в която му е обещана стая, изгаря и той попада пред вратата на Шарлот Хейз, чиято идея за вземане на квартирант е изпълнена със сексуален подтекст. Докато двамата разглеждат къщата на госпожа Хейз, Хумберт обмисля различни начини да ѝ откаже, но след като излизат в градината, той съзира Долорес (или Доли, Лолита, Лоли, Ло, Л), 12-годишната дъщеря на Хейз да се пече на слънце. Хумберт вижда в дъщерята Анабел Ли и мигновено се влюбва. Той охотно се съгласява да наеме стаята.
Докато Лолита е на летен лагер, госпожа Хейз дава ултиматум на Хумберт в писмо, че той или трябва да се ожени за нея (оказва се, че тя е безумно влюбена) или трябва да напусне квартирата. Първоначално ужасен, той по-късно вижда живота с Лолита като негова доведена дъщеря като възможност тя да стане част от неговата фантазия. Шарлот изглежда, че не забелязва неговата неприязън към нея и страст към Лолита, докато не прочита неговия дневник. Ужасена и унижена, Шарлот решава да избяга с дъщеря си. Тя написва писма до Хумберт, Лолита и строг пансион за млади момичета, където възнамерява да изпрати дъщеря си. Шарлот се изправя срещу Хумберт, когато той се прибира вкъщи и след като пренебрегва протестите му, че написаното в дневника му е бележки за роман, тя излита от къщи да изпрати писмата. Минаваща кола я блъска, когато пресича улицата и тя умира. Дете намира писмата и ги дава на Хумберт, който ги унищожава.
Хумберт взема Лолита от лагера, като и казва, че майка ѝ е тежко болна и е в болницата след което я отвежда в хотел от висок клас, където я подвежда да вземе успокоително, като казва, че е витамин. Докато чака хапчето да подейства, той се скита из хотела и среща мистериозен мъж, който изглежда е наясно с плана на Хумбърт за Долорес. Хъмбърт се връща в хотелската стая и открива че е бил подведен с по-леко лекарство, тъй като Долорес е просто сънлива и се събужда често, унасяйки се и излизайки от сън.
На сутринта Долорес разкрива на Хъмбърт, че е участвала в сексуална активност с по-голямо момче в различен лагер преди година. След това Хъмбърт се нахвърля върху Долорес и прави секс с нея. След като напуска хотела, Хумберт разкрива на Долорес, че майка ѝ е мъртва. В следващите дни двамата пътуват из страната, шофират по цял ден и отсядат в хотели, където Долорес често плаче нощем. Хумберт отчаяно се опитва да поддържа интереса на Долорес към пътуването и към себе си, като все повече я подкупва в замяна на сексуални услуги. Най-накрая се установяват в Биърдсли, малко градче в Нова Англия. Хъмбърт приема ролята на бащата на Долорес и я записва в местно частно училище за момичета.
Хумберт ревниво и строго контролира всички социални събирания на Долорес и ѝ забранява да излиза и да посещава партита. Едва по инициатива на директора на училището, който смята Хумберт за строг и консервативен европейски родител, той се съгласява Долорес да участва в училищната пиеса, чието заглавие е същото като заглавието на хотела, в който Хумберт среща мистериозния човек. Ден преди премиерата на представлението Долорес бяга от вкъщи след спор с Хумберт. Той я догонва и намира в близкия магазин. Тя му казва, че иска да напусне града за друго пътешествие. Първоначално Хъмбърт е възторжен, но докато пътуват, той става все по-подозрителен. Той чувства, че е следван от някого.
Човекът, който ги следва, е Клеър Куилти - известен драматург, написал пиесата, в която Долорес трябваше да участва. В планините на Колорадо Долорес се разболява. Хъмбърт я закарва в местна болница, откъдето тя е изписана една вечер от нейния „чичо“. Хумберт знае, че тя няма живи роднини и веднага се впуска в безуспешно  търсене, за да открие Долорес и нейния похитител. Хумберт прекарва следващите 2 години умерено функционална връзка с млада алкохоличка на име Рита.
Дълбоко депресиран, Хумберт неочаквано получава писмо от 17-годишната Долорес, в което му казва, че е омъжена, бременна и има отчаяна нужда от пари. Въпреки нейните желания да не я посещава Хъмбърт, въоръжен с пистолет, проследява адреса й. По молба на Долорес, той се представя за неин отчужден баща и не споменава подробности за предишната им връзка със съпруга ѝ Ричард. Долорес разкрива на Хъмбърт, че Куилти я е взел от болницата и тя е била влюбена в Куилти, но той я е отхвърлил, когато тя е отказала да участва в един от неговите порнографски филми. Хумберт твърди на читателя, че в този момент е осъзнал, че през цялото време е бил влюбен в Долорес. Хумберт я умолява да тръгне с него, но тя отказва. Приемайки решението й, Хумберт ѝ дава парите, които ѝ се дължат от наследството. След това Хъмбърт отива в имението на наркомана Куилти и го застрелва няколко пъти.

Малко след това Хумберт е арестуван и в заключителните си мисли той потвърждава любовта си към Долорес и моли мемоарите му да не бъдат публикувани публично до смъртта й. Смъртта на Хумберт (скоро след затварянето му) и Долорес (поради затруднения при раждане на Коледа 1952 г.) вече е разказана в предговора.

### Из предговора към книгата
„Странностите на Хумберт Хумберт, разбира се, донейде са тежки. Много от случайните му отзиви за жителите и за природата на Америка са смешни. Отчаяната честност, от която вибрира изповедта му, ни най-малко не го освобождава от отговорност заради дяволската му изобретателност. Той е ненормален, той не е джентълмен. Но колко магично пеещата му цигулка поражда у нас нежно състрадание към Лолита, кара ни да се увличаме от книгата въпреки отвращението си към автора.“